# NGC 366
NGC 366 è un ammasso aperto situato nella costellazione di Cassiopea a una distanza di circa 8000 anni luce dalla Terra.
Fu scoperto il 27 ottobre 1829 da John Herschel. È stato inserito con il numero 9 nel Catalogo Collinder. 
L'ammasso si trova in prossimità di Gamma Cassiopeiae, comprende circa 30 stelle e ha un'estensione apparente di 3 minuti d'arco.